# Форт Моултрі

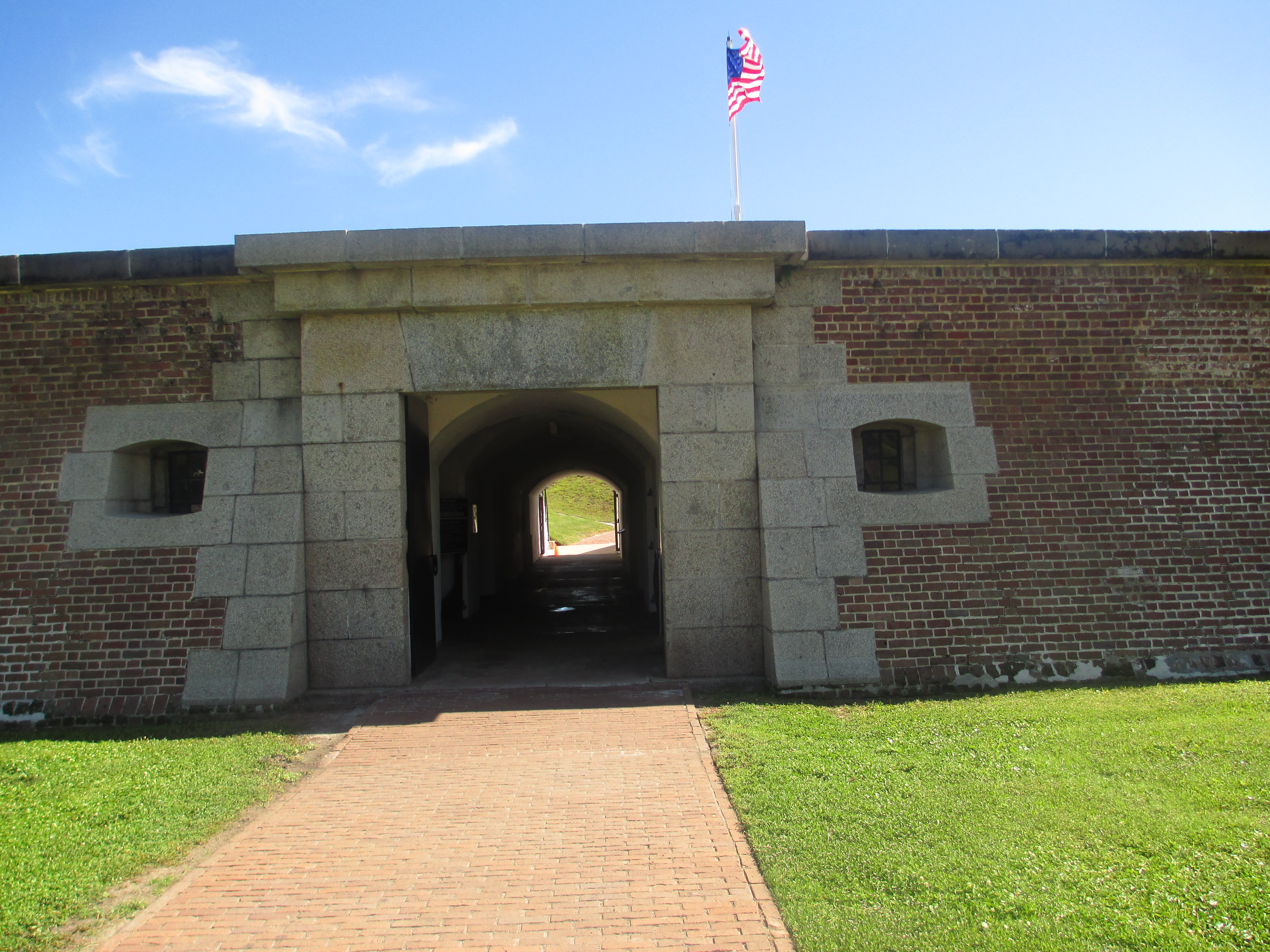
вхід до форту Моултрі

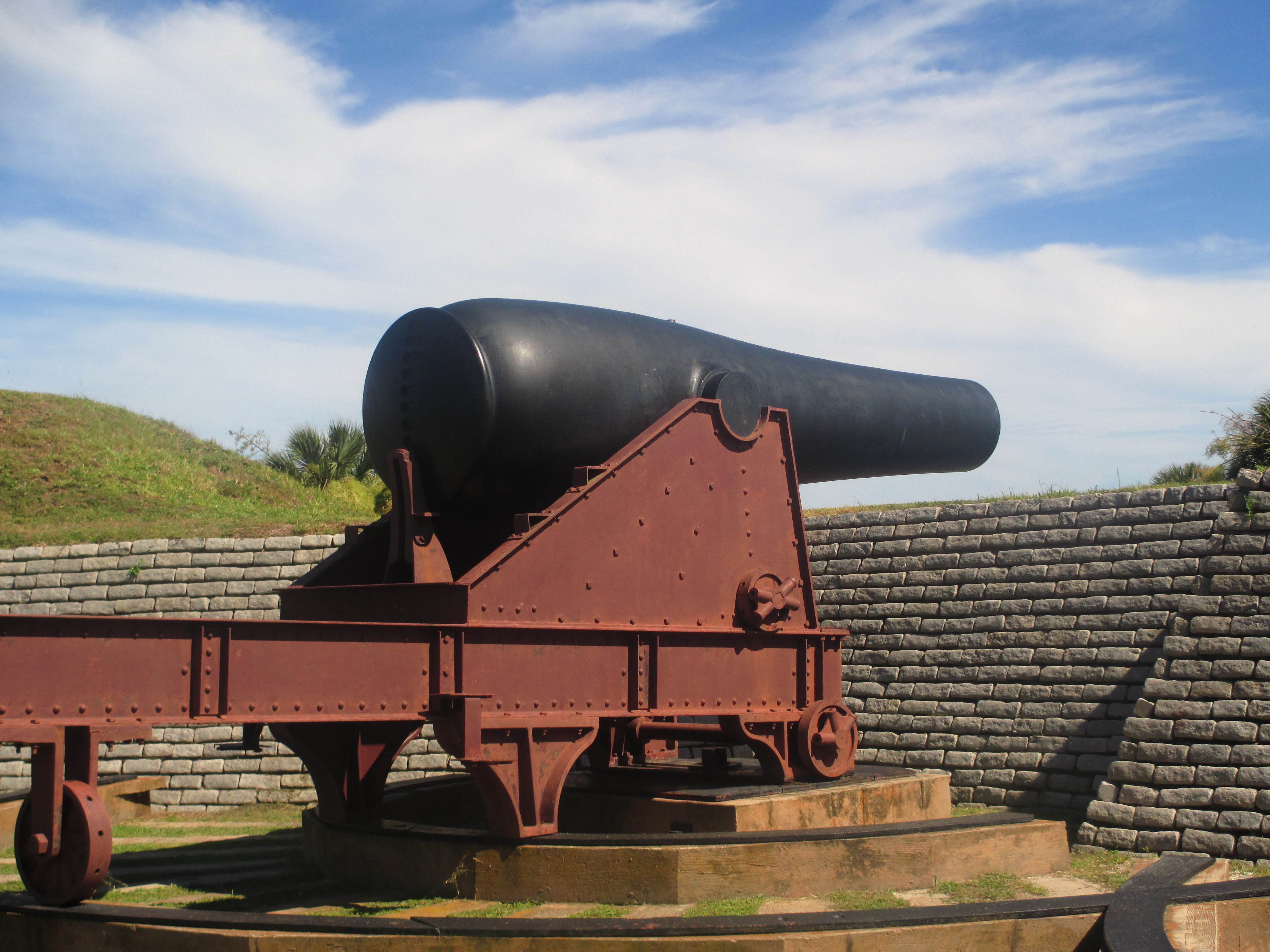
Гармата виставлена у форті Моултрі

Форт Моултрі (англ. Fort Moultrie) — ряд цитаделей в містечку Саліван Айленд (Південна Кароліна, США) збудованих для захисту Чарльстона. Перший форт був збудований зі стовбурів пальм, звідти пальма на прапорі Південної Кароліни та прізвисько Південної Кароліни — «Штат пальметто». Форт названо на честь командувача битви за Саліван Айленд генерала Вільяма Моултрі.
Форт Моултрі єдина ділянка Національної системи Парків де повністю прослідковується вся 171-о річна історія Американської берегової лінії (1776–1947).